# Microrregión del Medio Curu
La microrregión del Médio Curu es una de las microrregiones del estado brasileño del Ceará perteneciente a la mesorregión Norte Cearense. Su población fue estimada en 2005 por el IBGE en 78.920 habitantes y está dividida en cinco municipios. Posee un área total de 3.002,262 km².

## Municipios
- Apuiarés
- General Sampaio
- Pentecoste
- São Luís do Curu
- Tejuçuoca

- Datos: Q2539702